# Antidiabétique
Pour les articles homonymes, voir ADO.
Un médicament antidiabétique est un médicament utilisé pour traiter le diabète sucré. Les antidiabétiques agissent en général en abaissant la glycémie. Il y a différents types d'antidiabétiques, et leur utilisation dépend de la nature du diabète, du dosage de l'hémoglobine glyquée, de l'âge et de la situation de la personne, et de bien d'autres facteurs.
Ainsi, dans le diabète de type 1, il n'y a pas de sécrétion physiologique d'insuline. L'administration d'insuline est donc la base du traitement et l'utilisation d'antidiabétiques oraux n'est pas indiquée.
Au contraire, dans le diabète de type 2, la sécrétion d'insuline est présente mais insuffisante pour obtenir un effet physiologique. Le traitement consiste donc en l'administration d'antidiabétiques oraux qui vont augmenter cette sécrétion ou favoriser la sensibilité des tissus à l'insuline.
Les antidiabétiques sont regroupés dans la classe ATC A10 de la classification anatomique, thérapeutique et chimique.

## Buts
Le but des antidiabétiques est d'équilibrer la glycémie mais aussi de diminuer l'incidence des complications du diabète, notamment les microangiopathies (rétinopathie diabétique, néphropathie diabétique, etc.).
Dans le cas du diabète de type 2, l'un des objectifs est de diminuer le risque de survenue d'une maladie cardiovasculaire. La démonstration de l'efficacité des antidiabétiques oraux sur ce point est cependant loin d'être faite pour chaque molécules disponibles, notamment en raison de la nécessité d'avoir un recul de plusieurs années. La metformine, l'empagliflozine, le liraglutide et le sémaglutide répondent à ce critère.

## Antidiabétiques par voie sous-cutanée

### Analogues des incrétines
Les analogues des incrétines ou analogues du GLP1 stimulent la sécrétion d'insuline lorsque la glycémie est trop élevée, notamment en post-prandial. Les molécules associées à cette classe sont l'exénatide, la sémaglutide et le liraglutide.
Ils ont l'avantage d'être administrés par voie sous-cutanée de façon hebdomadaire, et de ne causer ni d'hypoglycémie ni de prise de poids. Les effets secondaires sont principalement des troubles digestifs, et quelques rares cas d'insuffisance rénale.

### Tirzépatide
Le tirzépatide a la double propriété d'être activateur du récepteur du GLP1 (comme les incrétines) et de celui du peptide insulinotrope dépendant du glucose (GIP). Il est cours de test par voie sous-cutanée

## Antidiabétiques oraux
Les antidiabétiques oraux (ADO) ne sont utilisés que dans le diabète de type 2 (non-insulino-dépendant), où ils peuvent être parfois (pas toujours) prescrits en association avec l'insuline.
Ils peuvent être prescrits seuls, ou en association dans un seul comprimé.

### Biguanides
Les biguanides diminuent la néoglucogenèse hépatique et l'insulinorésistance de l'organisme. Il reste le médicament de première intention, permettant une diminution du risque de complications cardio-vasculaires.
Plusieurs molécules sont comprises dans cette classe, dont la metformine, médicament de première intention dans le traitement du diabète non-insulino-dépendant. La phenformine (non utilisée) et la buformine (Suisse) ne sont guère utilisés.

### Glitazones
Les glitazones (Thiazolidinediones) diminuent la résistance tissulaire à l’insuline. Ils étaient utilisés en troisième intention, en France, dans le traitement du diabète de type 2 avant leur retrait du marché. Leur utilisation avec un traitement à l'insuline peut augmenter le risque d'insuffisance cardiaque, ainsi que d'autres effets indésirables ayant justifié leur retrait du marché.
- Pioglitazone (Actos)
- Rosiglitazone (Avandia)
- Lobeglitazone
- Troglitazone (Rezulin), retiré car causant des hépatites.

N'ont jamais été commercialisés:
- Lobeglitazone
- Azemiglitazone
- Ciglitazone
- Darglitazone
- Englitazone
- Netoglitazone
- Rivoglitazone
- Balaglitazone (DRF-2593)

Des études sont toujours en cours en 2024 pour mieux évaluer le rapport bénéfice/risques.

### Inhibiteurs de l'alpha-glucosidase
Les inhibiteurs de l'alpha-glucosidase inhibent le dernier stade de la digestion des sucres. Ceux-ci ne pouvant être absorbés, continuent dans l'intestin et subissent la fermentation colique bactérienne en acides gras volatils ou sont éliminés dans les selles.
Cette classe d’antidiabétique est utilisée en complément des autres ou lors de contre-indication aux autres traitements. Les molécules appartenant à cette classe sont l'acarbose et le miglitol.
Les effets secondaires sont essentiellement digestifs (météorisme, flatulence, inconfort intestinal, diarrhée, ballonnement...) avec parfois des éruptions cutanées. Ils ont tendance à s'atténuer au cours du traitement.

### Glinides
Les glinides (méglitinides) agissent  en augmentant la sécrétion d'insuline pancréatique. Les molécules associées à cette classe sont le répaglinide et le natéglinide

### Inhibiteurs de la dipeptidyl peptidase-4
Ils inhibent la dipeptidyl peptidase-4 l'enzyme qui inactive l'incrétine. Ils sont appelés aussi sous le terme de gliptine. Les molécules de cette classe sont la sitagliptine, la vildagliptine et la saxagliptine.

### Glifozines
Les inhibiteurs de la SGLT2, ou glifozines, empêchent la réabsorption du glucose par le tubule rénal. Plusieurs molécules appartiennent à cette classe : Canagliflozine, dapaglifozine, empagliflozine...

### Inhibiteurs de l'aldose réductase
Les Inhibiteurs de l'aldose réductase préviennent les lésions oculaires et nerveuses chez les diabétiques en bloquant la synthèse du sorbitol par l'aldose réductase, un polyol à haut pouvoir osmotique auquel les membranes cellulaires ne sont pas très perméables.

### Sulfonylurées
Ce sont les sulfamides hypoglycémiants ou sulfonylurées qui agissent en augmentant la sécrétion d'insuline par les cellules bêta du pancréas. Ils sont utilisés lorsque le régime alimentaire seul ne suffit pas.
Ils permettent de baisser les glycémies mais n'apportent pas de preuve d'un intérêt pour la prévention des complications du diabète. Leur emploi est en forte diminution avec l'apparition d'autres molécules.